# Volker Beusmann
Volker Beusmann (* 1950 in Wolfsburg) ist ein deutscher Agrarwissenschaftler.

## Leben
Von 1970 bis 1974 studierte er Agrarwissenschaften an der Universität Göttingen (1974 Diplom-Agraringenieur, Fachrichtung Agrarökonomie). Nach der Promotion 1979 zum Dr. sc. agr.  war er von 1980 bis 1993 wissenschaftlicher Mitarbeiter im Institut für Betriebswirtschaft der Bundesforschungsanstalt für Landwirtschaft, Braunschweig-Völkenrode. Seit 1993 ist er Professor für Technologiefolgenabschätzung zur modernen Biotechnologie in der Pflanzenzüchtung und der Landwirtschaft, Leiter der Forschungsgruppe Landwirtschaft und Pflanzenzüchtung, Geschäftsführender Direktor des Forschungsschwerpunktes Biotechnik, Gesellschaft und Umwelt Universität Hamburg.

## Schriften (Auswahl)
- Analyse des landwirtschaftlichen Betriebsgrößenstrukturwandels unter Verwendung des Markovmodells mit variablen Übergangswahrscheinlichkeiten. Hannover 1980, OCLC 1070125899.
- Betriebs- und volkswirtschaftliche Aspekte des Einsatzes herbizidresistenter Nutzpflanzen (HR-Technik). Berlin 1994, OCLC 75625569.
- mit Heike Kuhnert und Peter H. Feindt: Ausweitung des ökologischen Landbaus in Deutschland – Voraussetzungen, Strategien, Implikationen, politische Optionen. Ein Projekt im Auftrag des BMVEL (99HS025). Schlussbericht. Münster-Hiltrup 2005, ISBN 3-7843-0509-1.
- mit Heike Kuhnert und Gesine Behrens: Kurzfassung der Studie „Strukturdaten Hamburger Öko-Markt“. Hamburg 2011.

## Belege
1. ↑  Volker Beusmann: Kein Konsens über begründeten Dissens. Der Streit um die Gentechnik in der Erstellung des Weltagrarberichts. In: GAIA. Band 17, Nr. 4, 2008, S. 345–346. (biogum.uni-hamburg.de, Letzte Seite, rechts unten)

| Personendaten    | Personendaten                  |
| ---------------- | ------------------------------ |
| NAME             | Beusmann, Volker               |
| KURZBESCHREIBUNG | deutscher Agrarwissenschaftler |
| GEBURTSDATUM     | 1950                           |
| GEBURTSORT       | Wolfsburg                      |